# Анн (гора)
Анн (англ. Mount Anne) — гора на острові Тасманія, розташована в національному парку Сауз-Вест (Південно-Західний національний парк) (англ.  Southwest National Park — Південно-Західний парк). Цей парк включений в територію, яка називається «Дика природа Тасманії» і є об'єктом Всесвітньої спадщини ЮНЕСКО. Висота гори Анн — 1423 м над рівнем моря (за іншими даними, 1425 м), вона є найвищою горою в південно-західній частині острова Тасманія.

## Географія

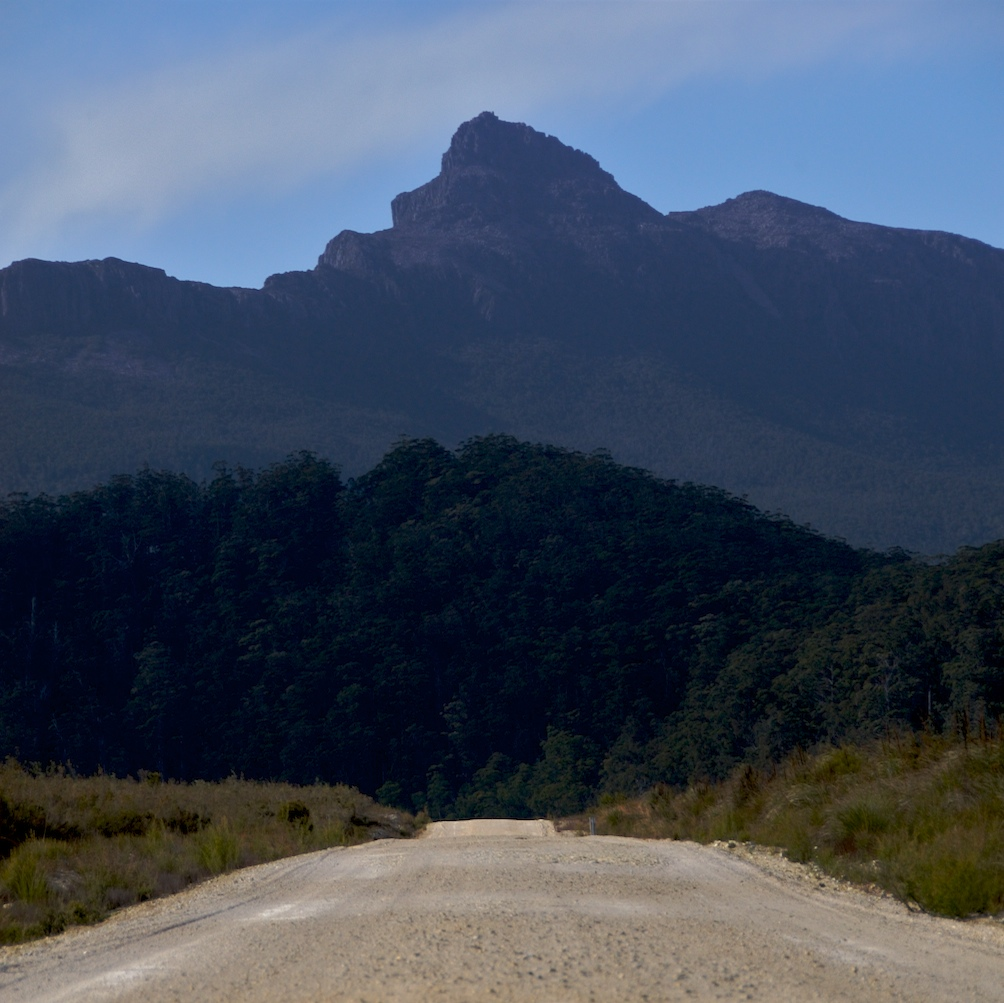
Вид з дороги на гору Анн

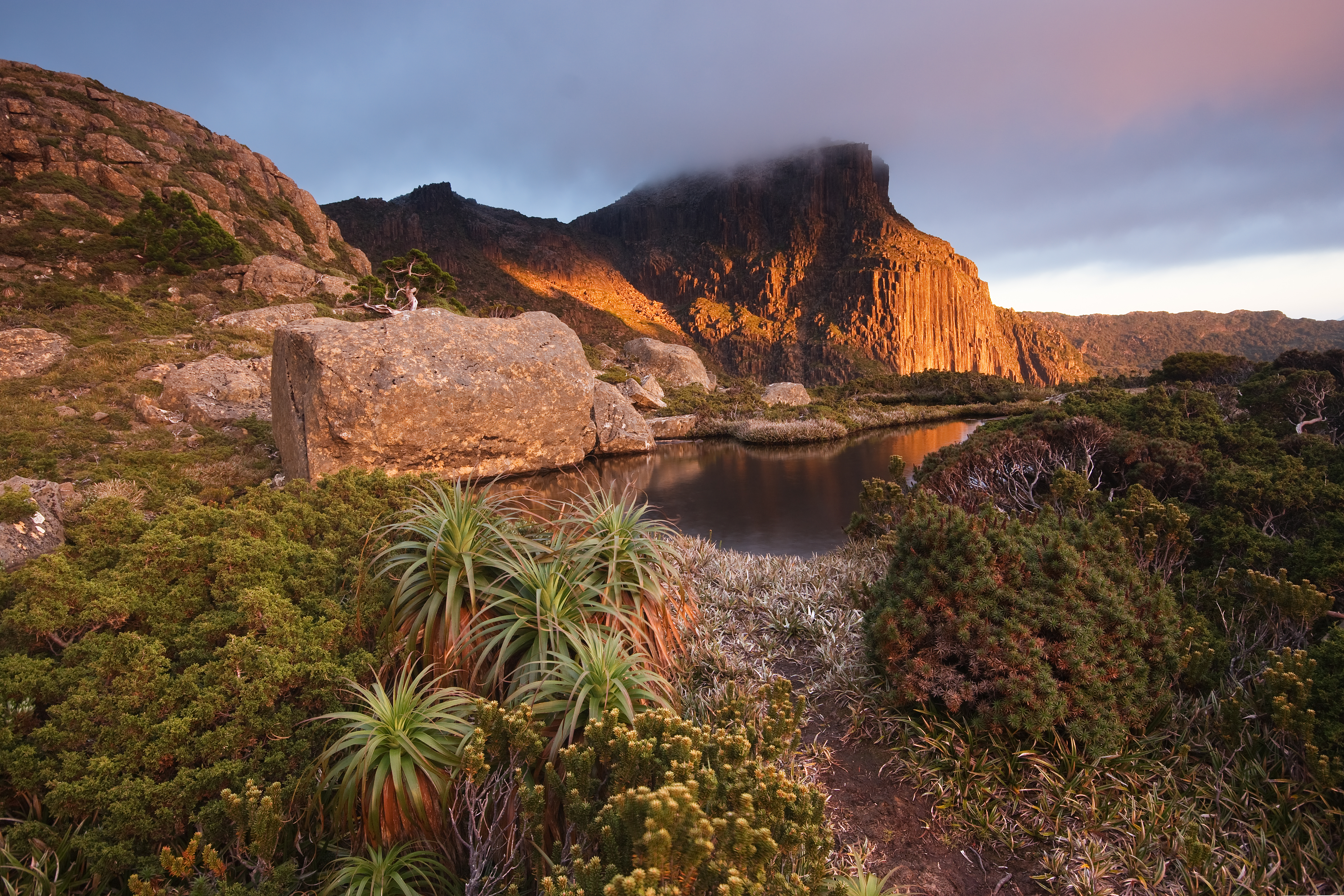
Вершина гори Анн в хмарах: вид з табору на верхньому плато

Гора Анн знаходиться в південно-західній частині острова Тасманія, недалеко від південно-східного краю озера Педдер.
До північного краю озера Педдер можна дістатися автодорогою  Гордон-Рівер (англ.  Gordon River Road). Не доїжджаючи озера, на південь відходить ґрунтова дорога  Скотс-Пік-Дам (англ.  Scotts Peak Dam Road), з якої можна доїхати до місця, звідки починається стежка до вершини гори Анн.

## Історія
Гора Анн була названа в 1835 році Джорджем Франклендом (George Frankland, 1800-1838), який був головним топографом Землі Ван-Дімена (нині Тасманії). Він назвав цю гору на честь своєї дружини Анн (Anne). Після смерті Франкленд цю назву було підтверджено Джеймсом Ерскіном Колдер (James Erskine Calder, 1808-1882), який змінив його на посту головного топографа.
У 1880 році Генрі Джадд (Henry Judd) досяг плато під вершиною гори Анн через долину річки Хьюон. Невеличке гарне озеро на південному схилі гори було названо його ім'ям — озеро Джадд (англ.  Lake Judd).
Вважається, що перше сходження на вершину гори Анн було здійснено на Різдво 1929 року Джеффом Чепменом (Geoff Chapman) і Уолтером Крукеллом (Walter Crookall), членами туристського клубу Хобарта (англ.  Hobart Walking Club).

## Див. також

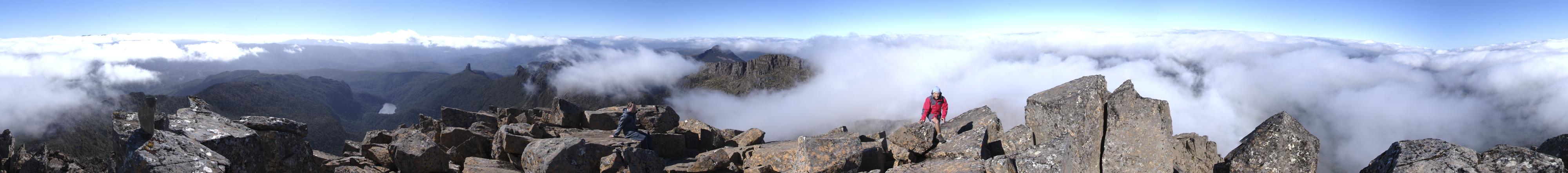
Кругова панорама з вершини гори Анн